# Руанский фаянс

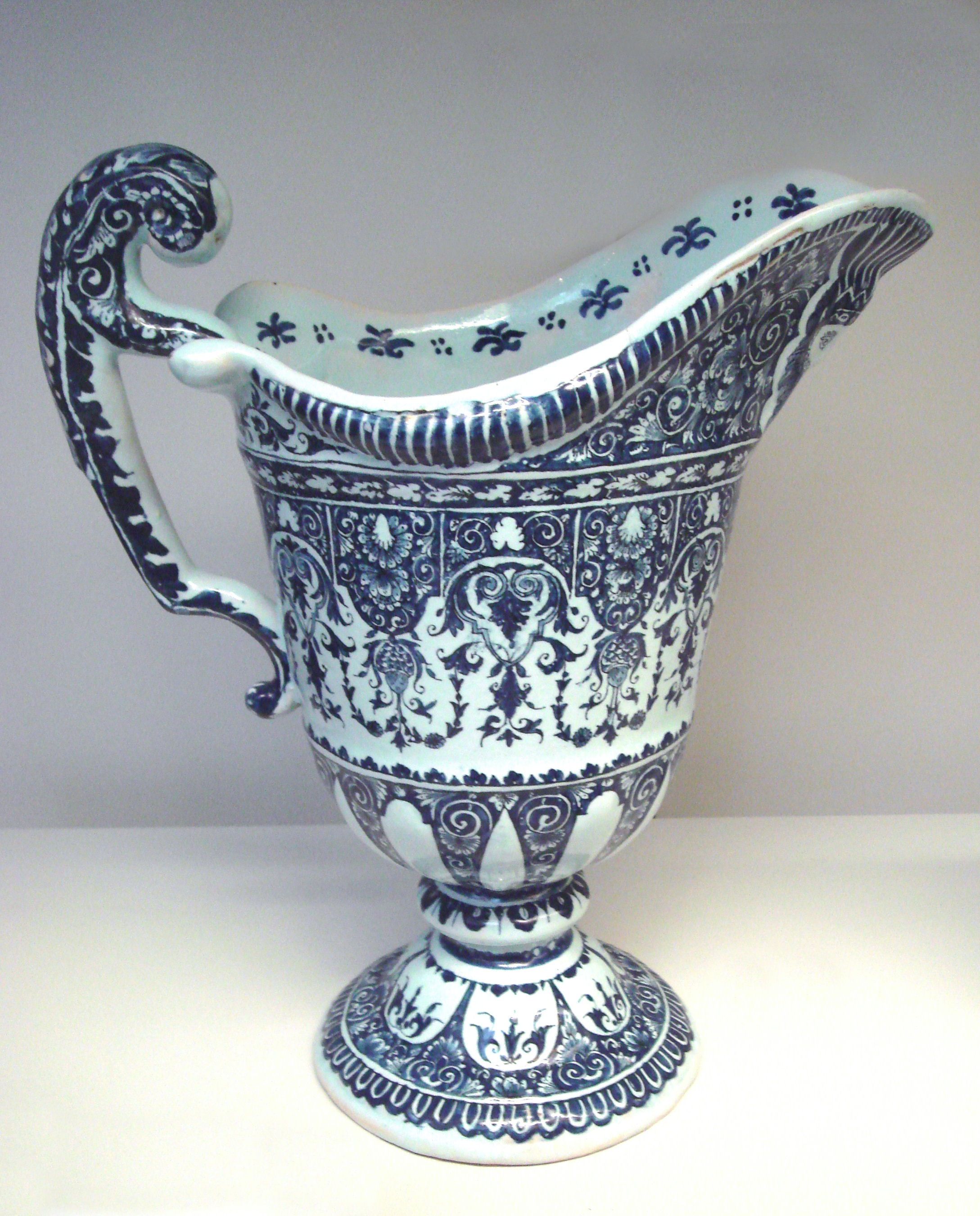
Кувшин с типичным «руанским декором». Ок. 1720

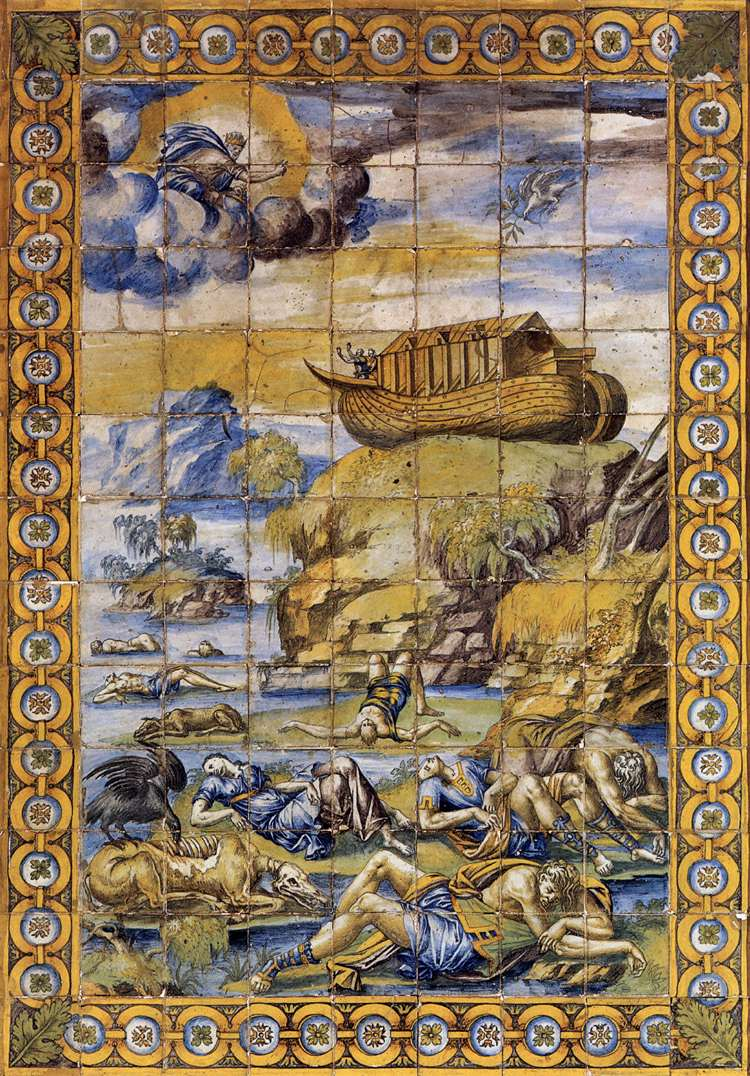
Ноев ковчег на горе Арарат. Панно из фаянсовых плиток Экуанского замка. 1550. Мастер Массео Абакен

«Руанский фаянс» (фр. Faïence de Rouen) — марка французского фаянса, изготовлявшегося в городе Руан в Нормандии, а также обобщающее название изделий нескольких фабрик французской художественной керамики XVI—XVIII веков, действовавших в окрестностях Руана. В отличие от неверского фаянса, где изначально работали мастера, приглашённые из Италии, которые поначалу продолжали изготавливать изделия в стиле итальянской майолики, руанский фаянс был полностью французским, отличным от итальянских образцов и делфтского фаянса, хотя позднее на него оказали влияние изделия Делфта и китайского фарфора.

## История. Период Массео Абакена
В окрестностях города Руана находятся залежи пластичных белых глин, пригодных для производства фаянсовых изделий. Ранние изделия согласно историческим источникам, начали производить в Руане в 1526 году. Первым известным мастером-керамистом был Массео Абакен (Masseot Abaquesne, 1500—1564), чья мастерская стала особенно активна к 1540-м годам. Абакен был французом, но, по крайней мере, некоторые из работавших с ним мастеров были итальянцами. Они изготавливали расписные облицовочные плитки, а также аптекарские сосуды типа итальянских альбарелло с красочной росписью.
В 1542—1549 годах по заказу коннетабля Франции Анн де Монморанси мастер Абакен с помощниками изготовили плитки для пола и настенных панно для замка Экуан. Ныне два фрагмента таких панно с композициями «Марк Курций» и «Муций Сцевола» (1,60 х 1,90 м) находятся в музее Шантийи.
Кроме этого, руанские мастера изготовили плитку для замка Басти д’Юрфе. Некоторые из этих плиток датируются 1557—1560 годами и в настоящее время находятся в Метрополитен-музее в Нью-Йорке. В 1543 году Массео Абакен подписал контракт на поставку 4 152 аптекарских сосуда для аптеки в Руане.
После смерти мастера в 1564 году дело вели его вдова и сын Лоран Абакен, но затем следы мастерской теряются.

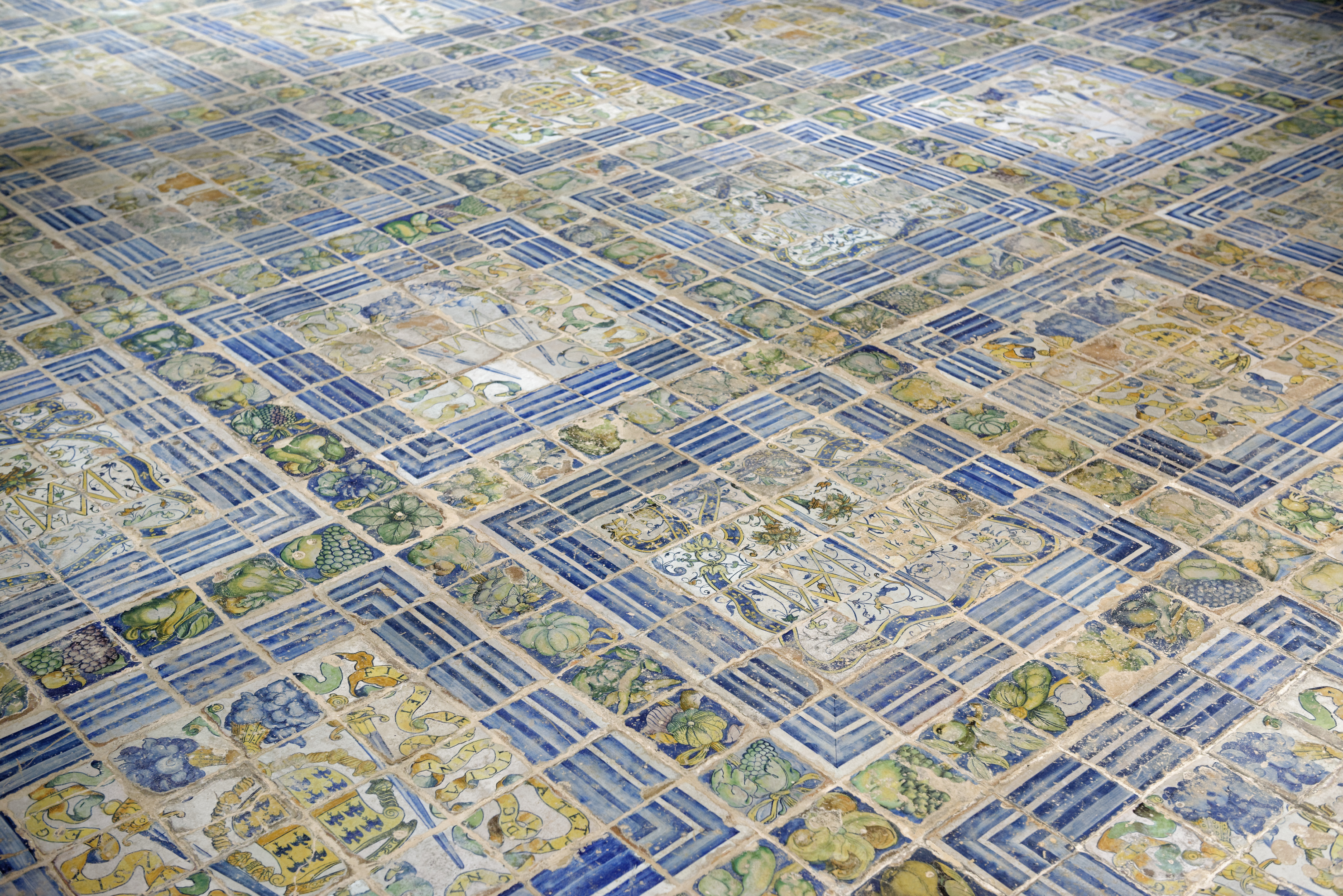
Наборный пол из керамических плиток. Экуанский замок. 1540-е гг.
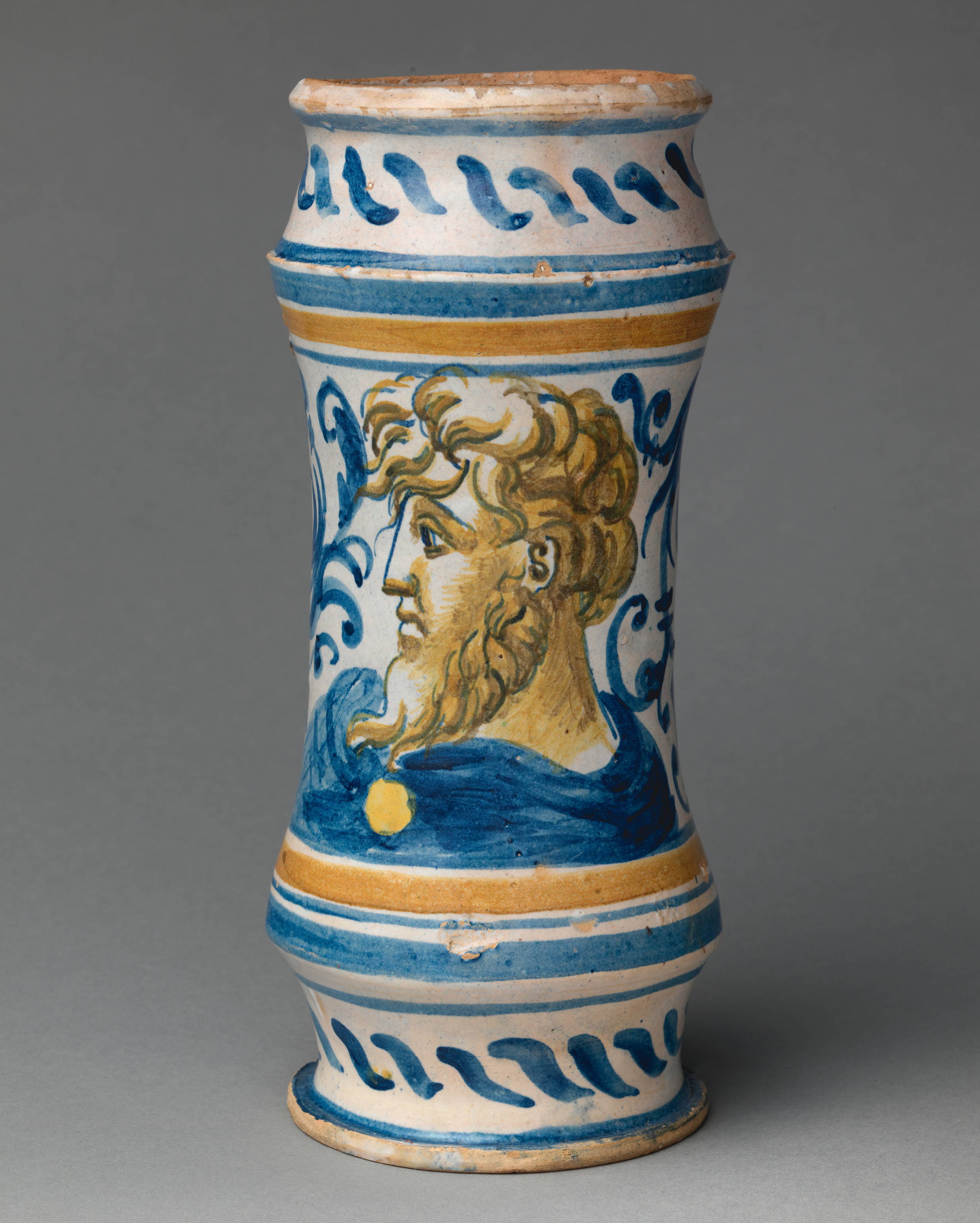
Аптекарский сосуд альбарелло. Ок. 1545
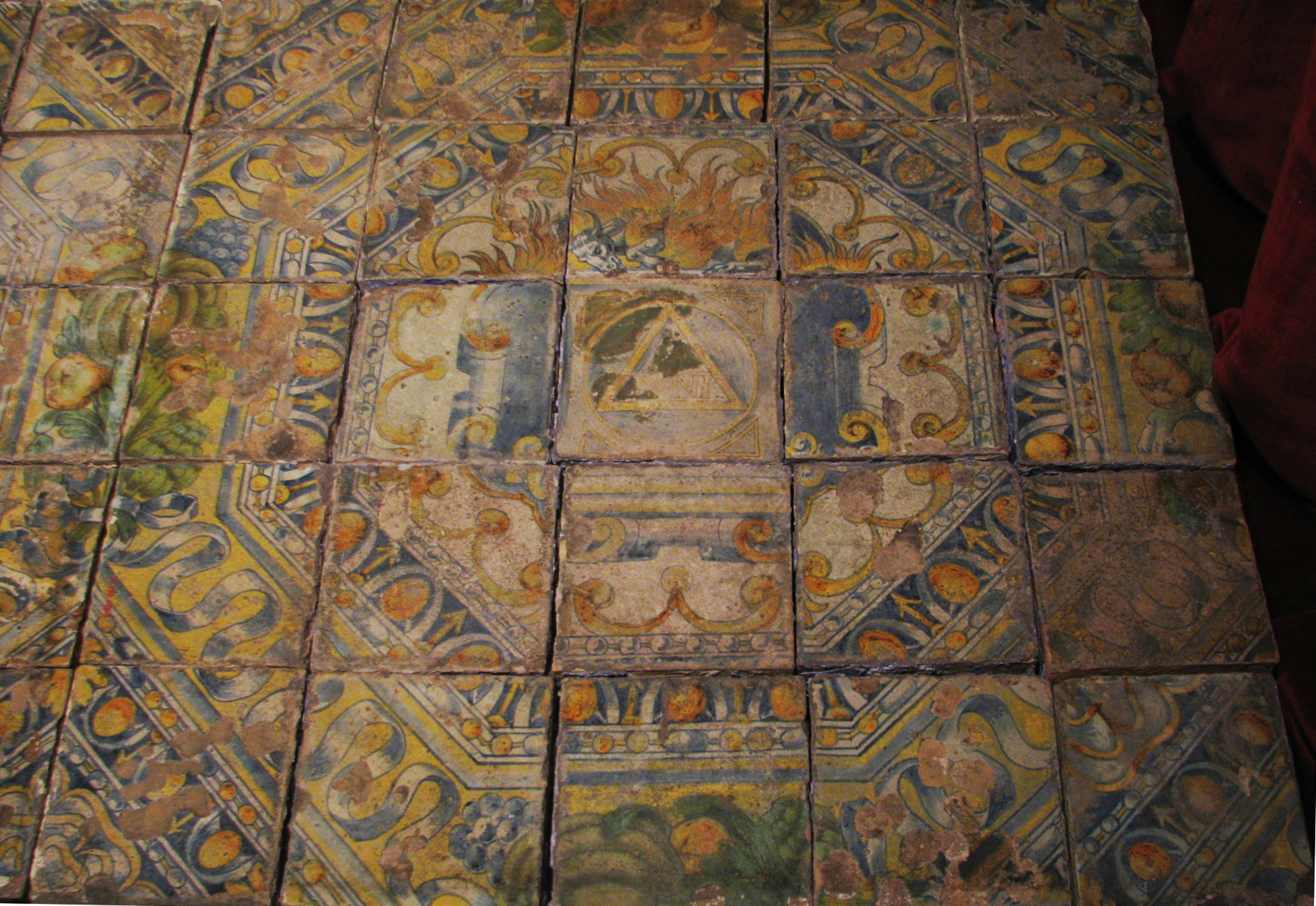
Облицовочные плитки из замка Басти д’Юрфе. М. Абакен. Ок. 1557–1560
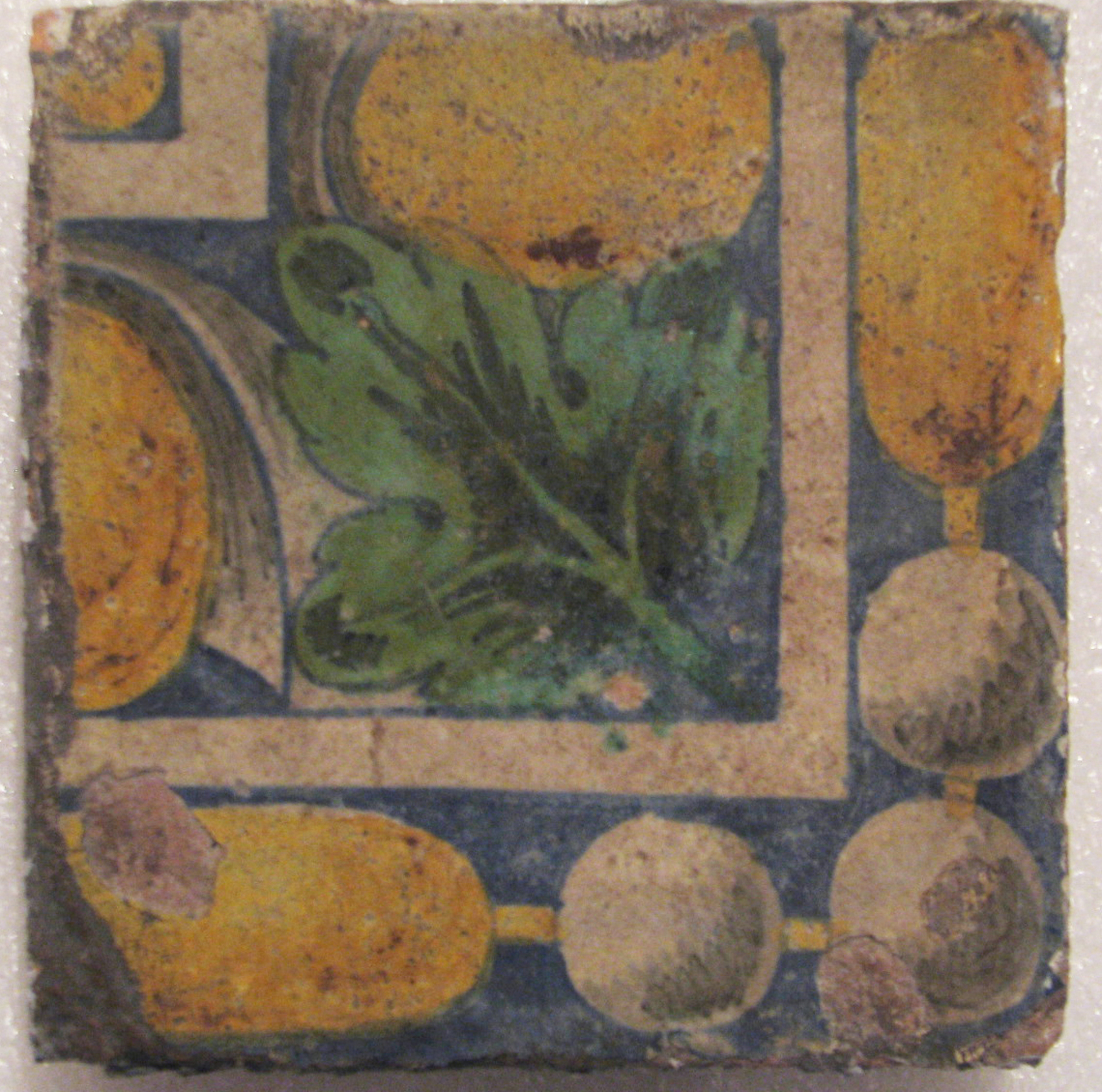
Плитка из капеллы замка Басти д’Юрфе
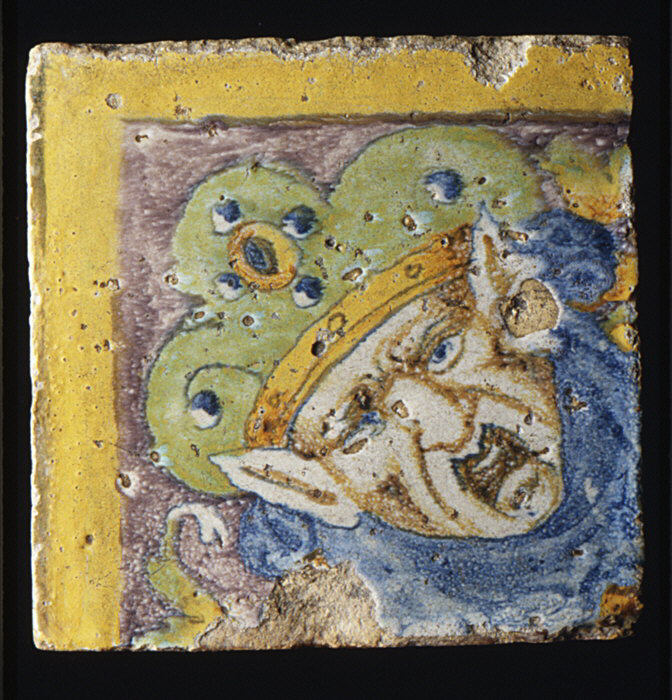
Фрагмент плитки. 1549–1551

## Период 1647—1697 годов. Руанский «лучистый стиль»

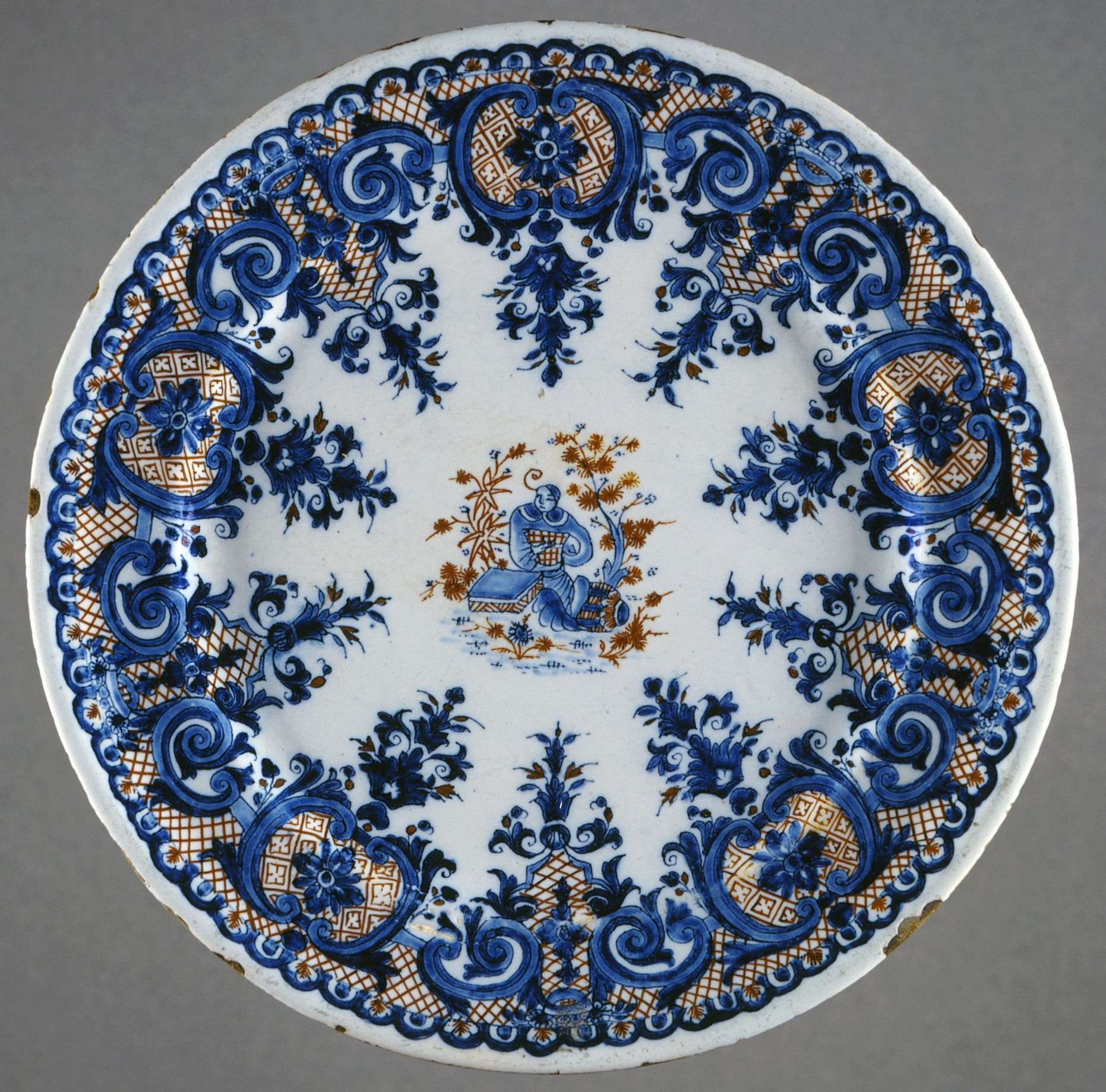
Тарель с росписью в «лучистом стиле». Ок. 1710

Ранняя руанская продукция, начиная с 1540-х годов, представляла собой в основном бытовую и аптекарскую посуду. Спустя столетие французский король Людовик XIV предоставил Руану монополию производства фаянса на пятьдесят лет. В 1644 году мастер-керамист Николя Пуарель, сеньор Грандваля, основал в Руане крупную мануфактуру. В 1647 году по договоренности с Пуарелем производство возглавил опытный гончар Эдм Потера́ (1612—1687). Три сохранившиеся предмета, датированные 1647 годом, довольно просто расписаны синим кобальтом по белой оловянной глазури, а также жёлтым и зелёным.
В 1663 году Жан-Батист Кольбер, недавно назначенный министром финансов Людовика XIV, отметил, что фаянсовое производство Руана следует защищать и поощрять, и отправлять образцы на утверждение королю. К 1670 году Потера получил часть крупных и престижных заказов для несохранившегося фарфорового Трианона Людовика XIV в Версале. В 1674 году Потера выкупил монополию у Пуаре. После смерти Эдма Потера в 1687 году его младший сын Мишель взял на себя управление бизнесом. Другой сын, Луи Потера (1641—1696), основал ещё одну фаянсовую мануфактуру в 1673 году, а позднее основал отдельную фабрику по производству фарфора.
В 1689 и 1700 годах король Людовик XIV, испытывая недостаток в средствах, дважды издавал «печально знаменитые» «Указы против роскоши». Согласно этим указам, все золотые и серебряные изделия королевства, в том числе парадные сервизы и столовая посуда, дворяне обязаны были сдать на переплавку. Погибло огромное количество уникальных произведений декоративно-прикладного искусства. Одновременно эти утраты стимулировали фаянсовое производство Руана, Невера и Мустье (европейский фарфор ещё не был открыт), призванные заменить утраченную посуду. Так появился знаменитый «лучистый стиль» росписи фаянсовых изделий (фр. Lа style rayonnant). Декор больших тарелей и блюд строился по принципу радиальной, лучевой симметрии: в центре — розетка, по периметру — кайма из ламбрекенов (узорчатых зубцов), «лучистый» рисунок которых направлен к центру и напоминает кружево. Руанские изделия несколько грубоваты по форме, они толсты и тяжелы (главным образом по причине свойств глиняного сырья), но роспись безукоризненна. Огромные блюда руанского «лучистого стиля» экспонируются в Музей Виктории и Альберта Музее Виктории и Альберта в Лодоне.
Вначале руанские мастера использовали традиционный синий кобальт по белому фону. Затем появилась красно-коричневая краска из водной окиси железа, глинозёма и гипса (такую же краску использовали мастера делфтских фаянсов). Около 1700 года сложился декор «под кованные железные решётки» (фр. décor à la ferronnerie). Ажурный рисунок по белому фону выглядел нарядно и в середине XVIII века вполне соответствовал стилю рококо. «Лучистый стиль» копировали на других фаянсовых мануфактурах, в том числе за пределами Франции, а также на таких известных фарфоровых предприятиях как руанский фарфор и фарфор Сен-Клу.

## Поздний период. После 1697 года

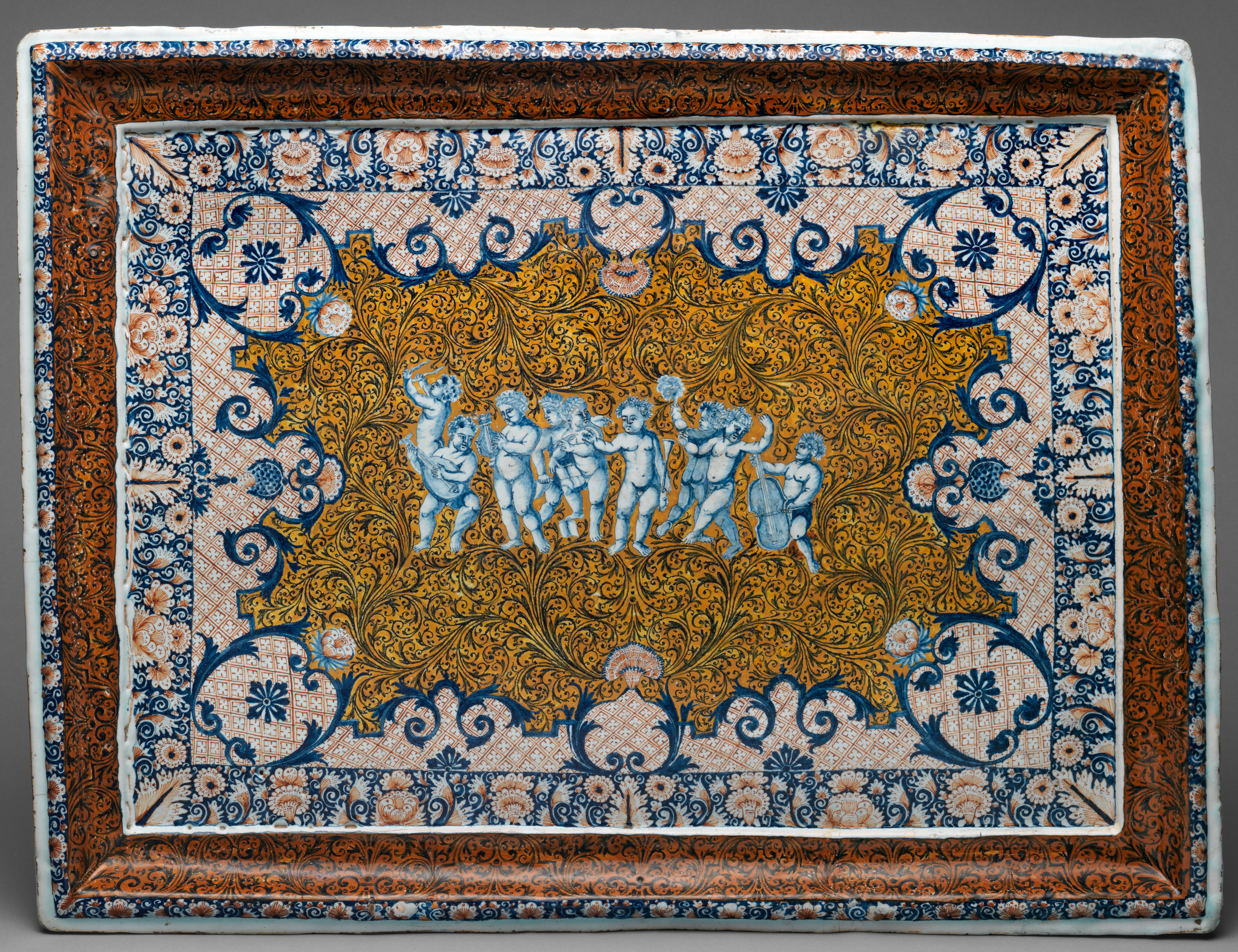
Поднос в подражание чернёному гравированному декору по металлу. Ок. 1725

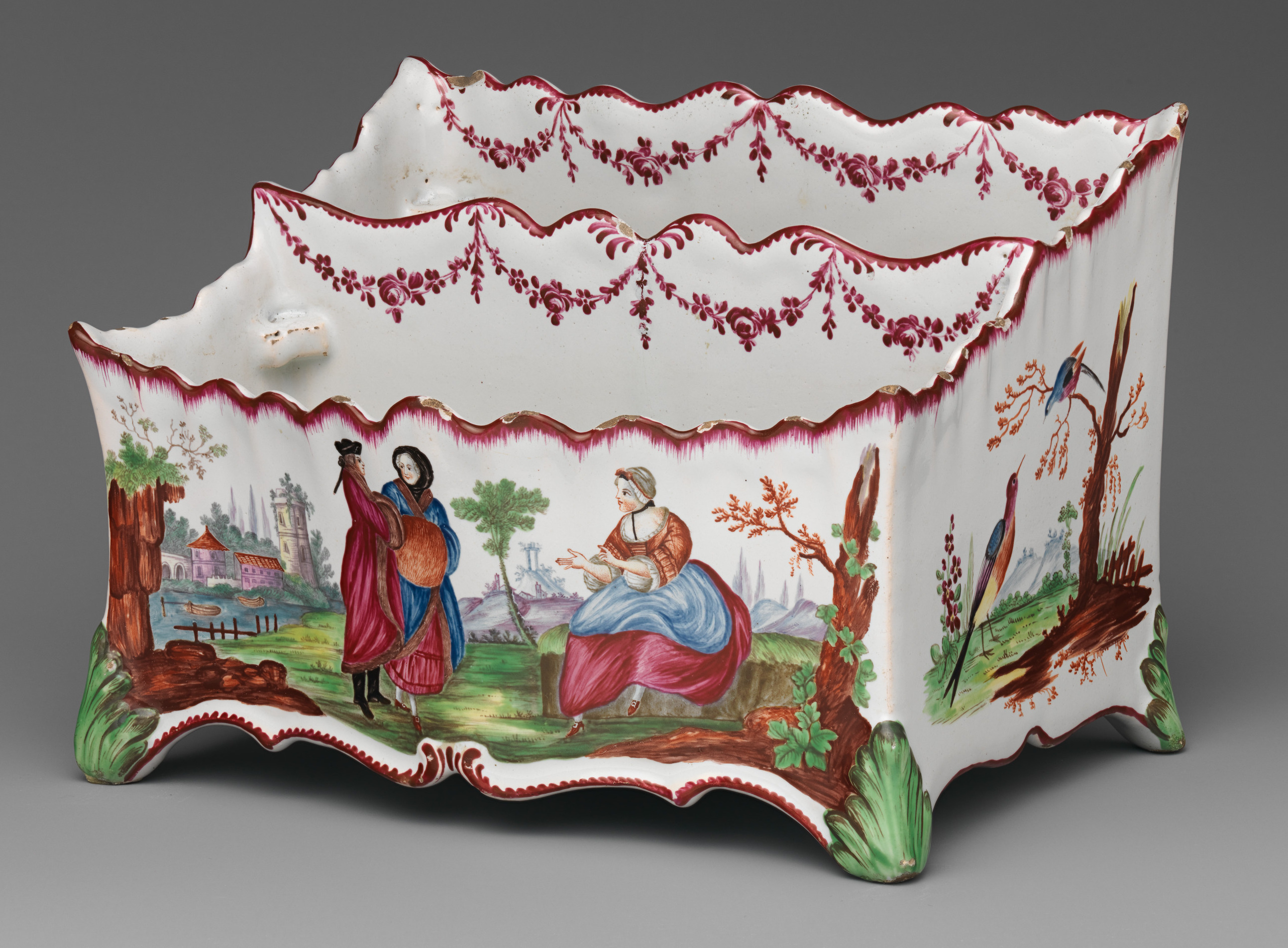
Жардиньерка в стиле рококо. Ок. 1770

В течение короткого периода с 1673 по 1696 год другая фабрика в городе также производила самый ранний французский мягкий фарфор, который, вероятно, не имел коммерческого значения. До наших дней сохранилось только девять предметов из мягкого фарфора.
Конец монополии привёл к появлению ряда других мануфактур, производивших похожие товары. В 1717 году глава семьи Потера безуспешно просил правительство восстановить монополию и закрыть шесть других руанских фабрик. Правительство хотело ограничить их количество, и, в частности, в 1731 году опубликовало таблицу, в которой были указаны те, кому разрешено изготавливать фаянс, и допустимый размер печей для обжига изделий. Так например, в 1734 году владелец мануфактуры, размер печи которой превышал разрешённый, был вынужден её демонтировать. Эти ограничения широко распространялись до Французской революции. В 1749 году в Руане было 13 мануфактур и 23 печи для обжига. В 1759 году на фаянсовых мануфактурах Руана было занято 359 гончаров.
В 1720 году мастер живописной миниатюры по эмали Николя Фуке (1686—1742; тёзка знаменитого суперинтенданта финансов Франции) выкупил основную долю мануфактуры Потера, которая производила большинство лучших работ. Серия из четырёх аллегорических бюстов «Времена года» были сделаны около 1730 года для кабинета дома Фуке, теперь они находятся в Лувре, а завершающий группу оригинальный бюст Аполлона — в Музее Виктории и Альберта в Лондоне. Пара белых монохромных бюстов Антония и Клеопатры сейчас находится в музее керамики в Руане, а другая — в Метрополитен-музее в Нью-Йорке. Другие выдающиеся образцы руанского фаянса — редкие пары небесных и земных шаров на пьедесталах и несколько больших столешниц.

## Бюсты «Четыре времени года»

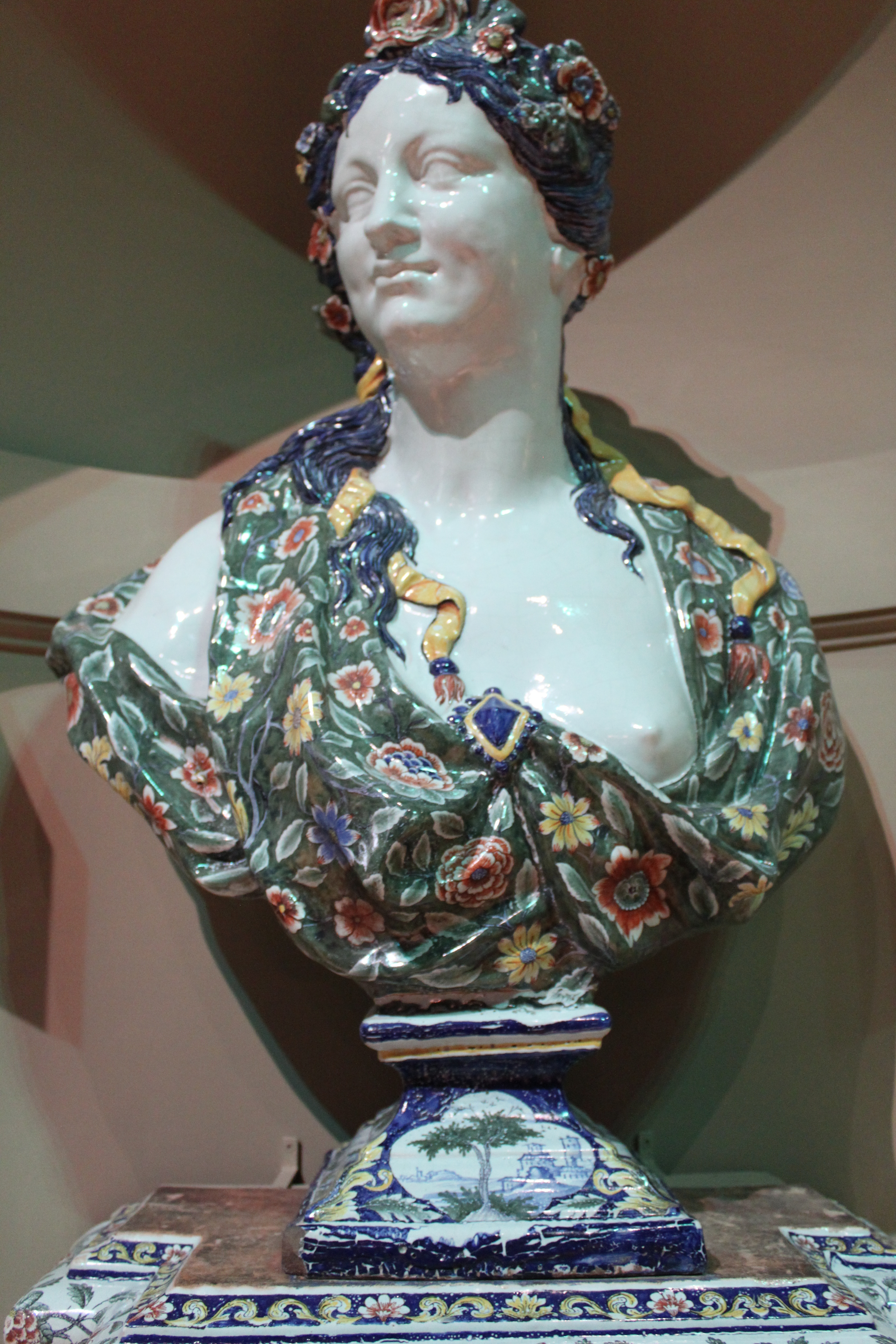
Весна
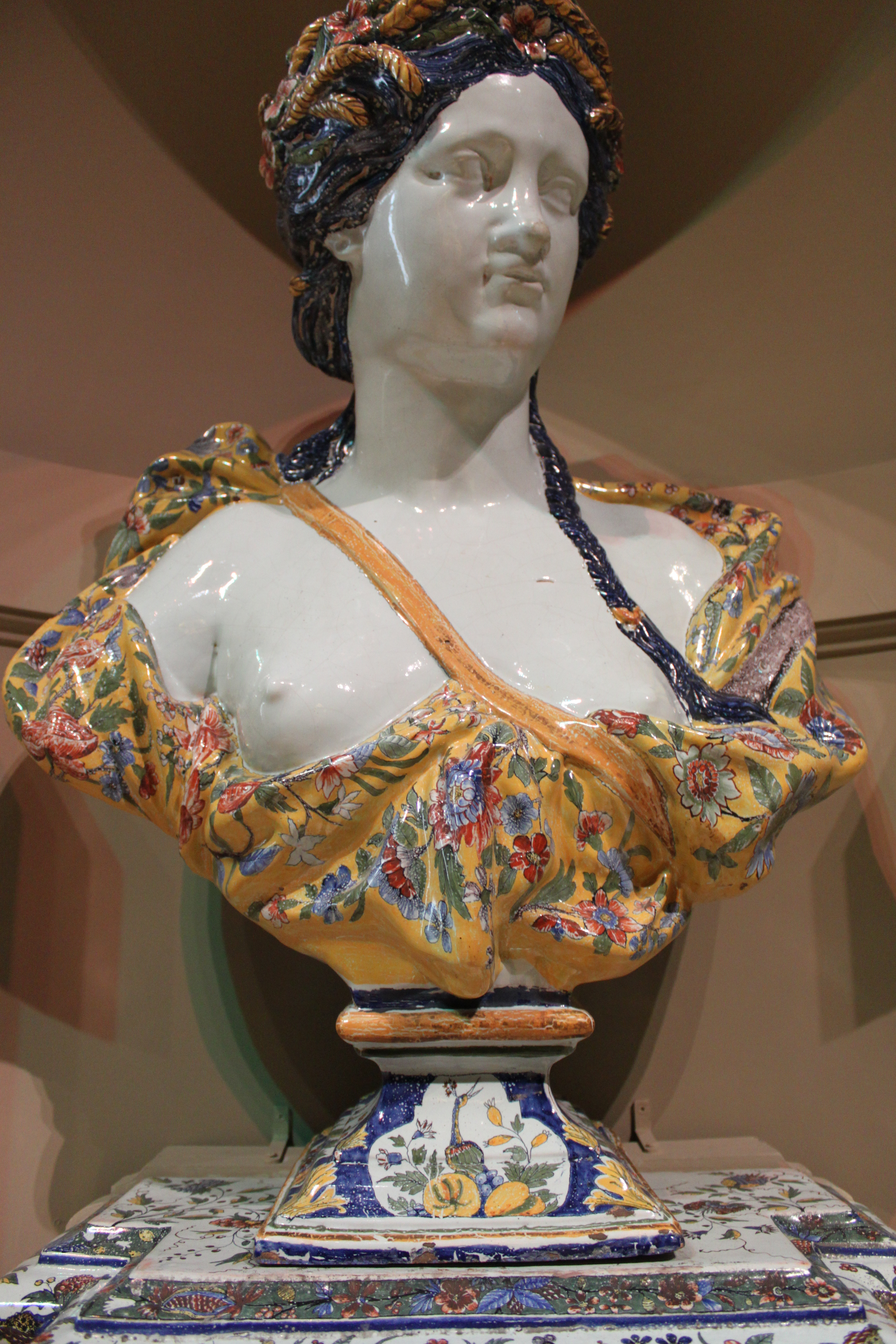
Лето
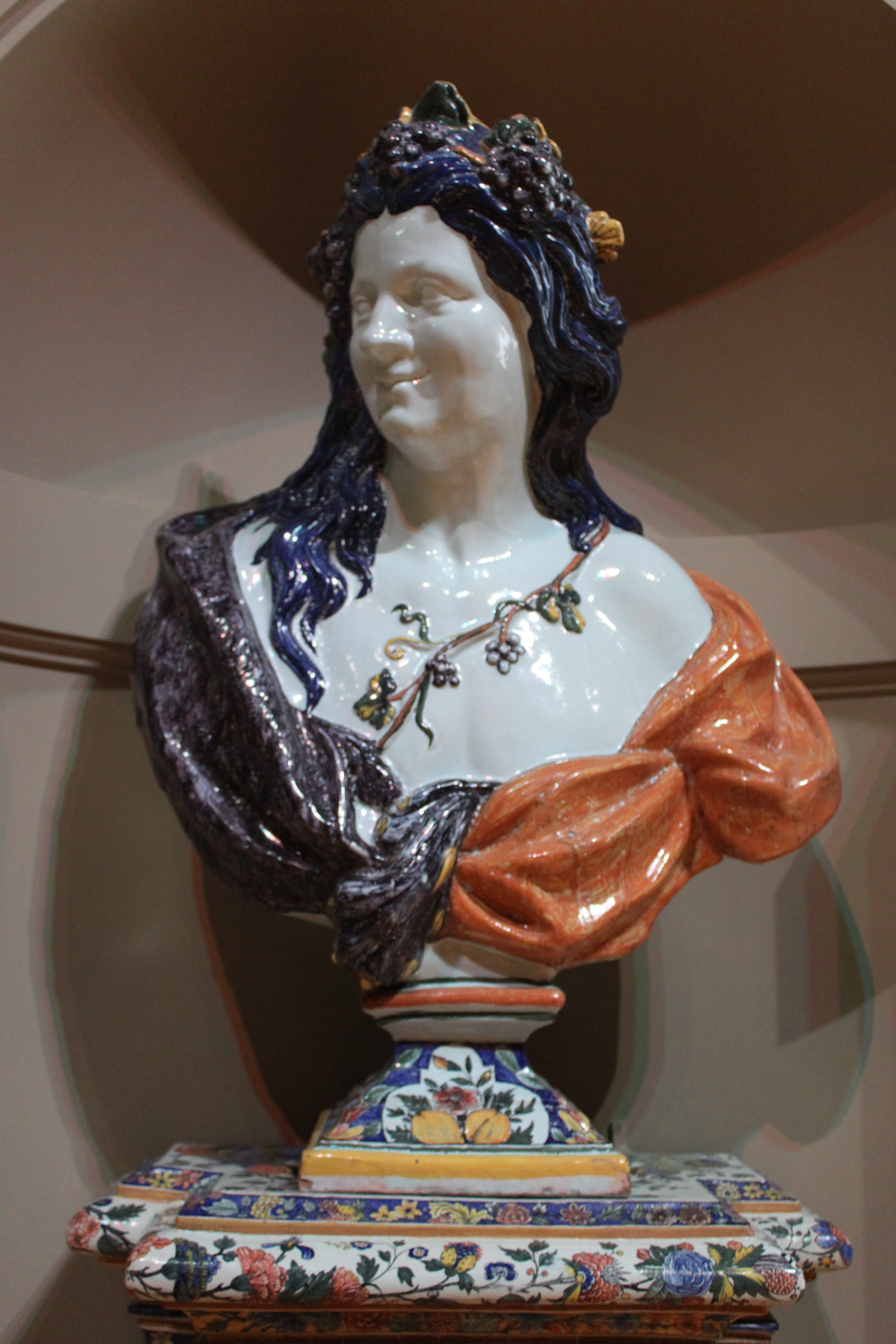
Осень
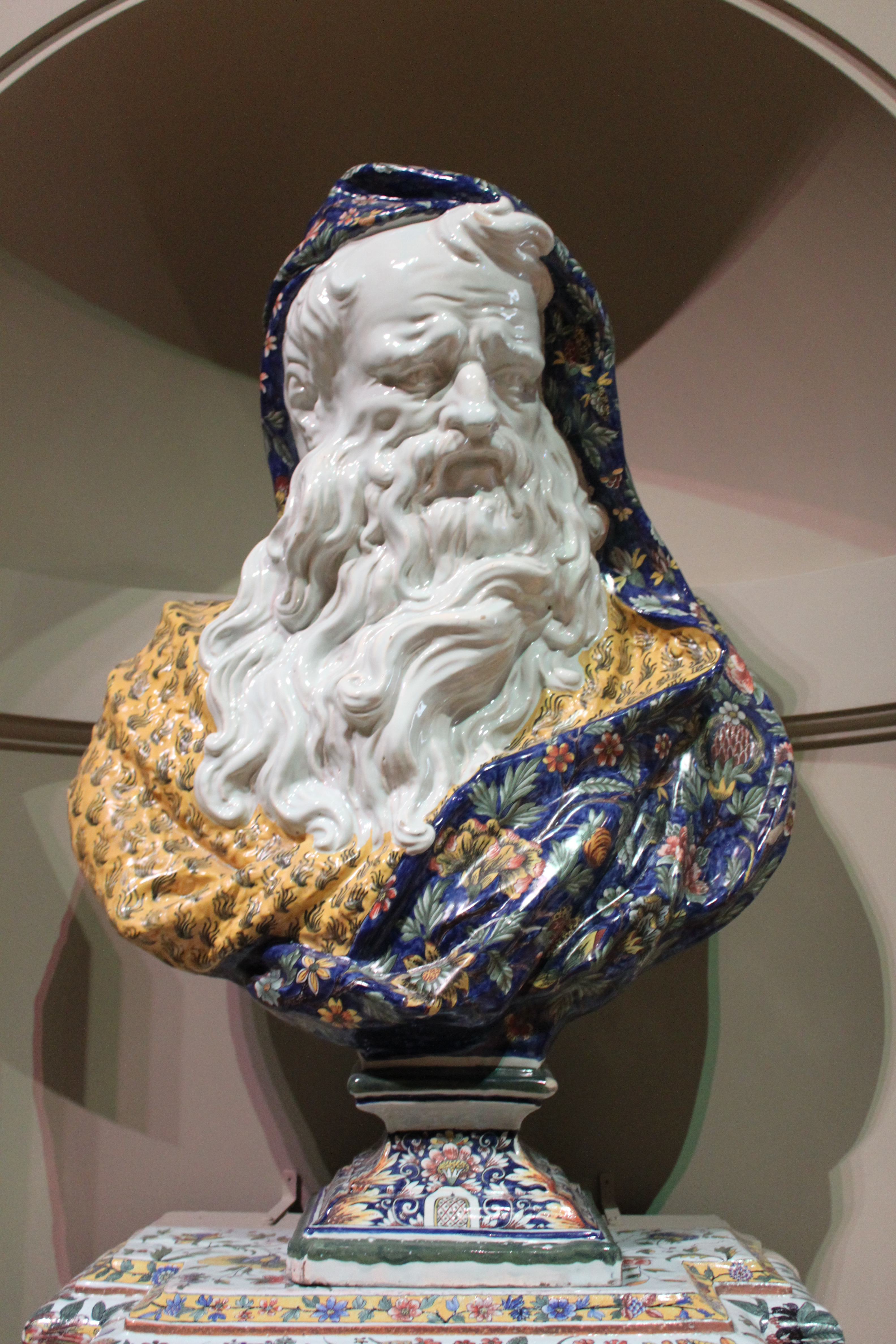
Зима. Лувр, Париж
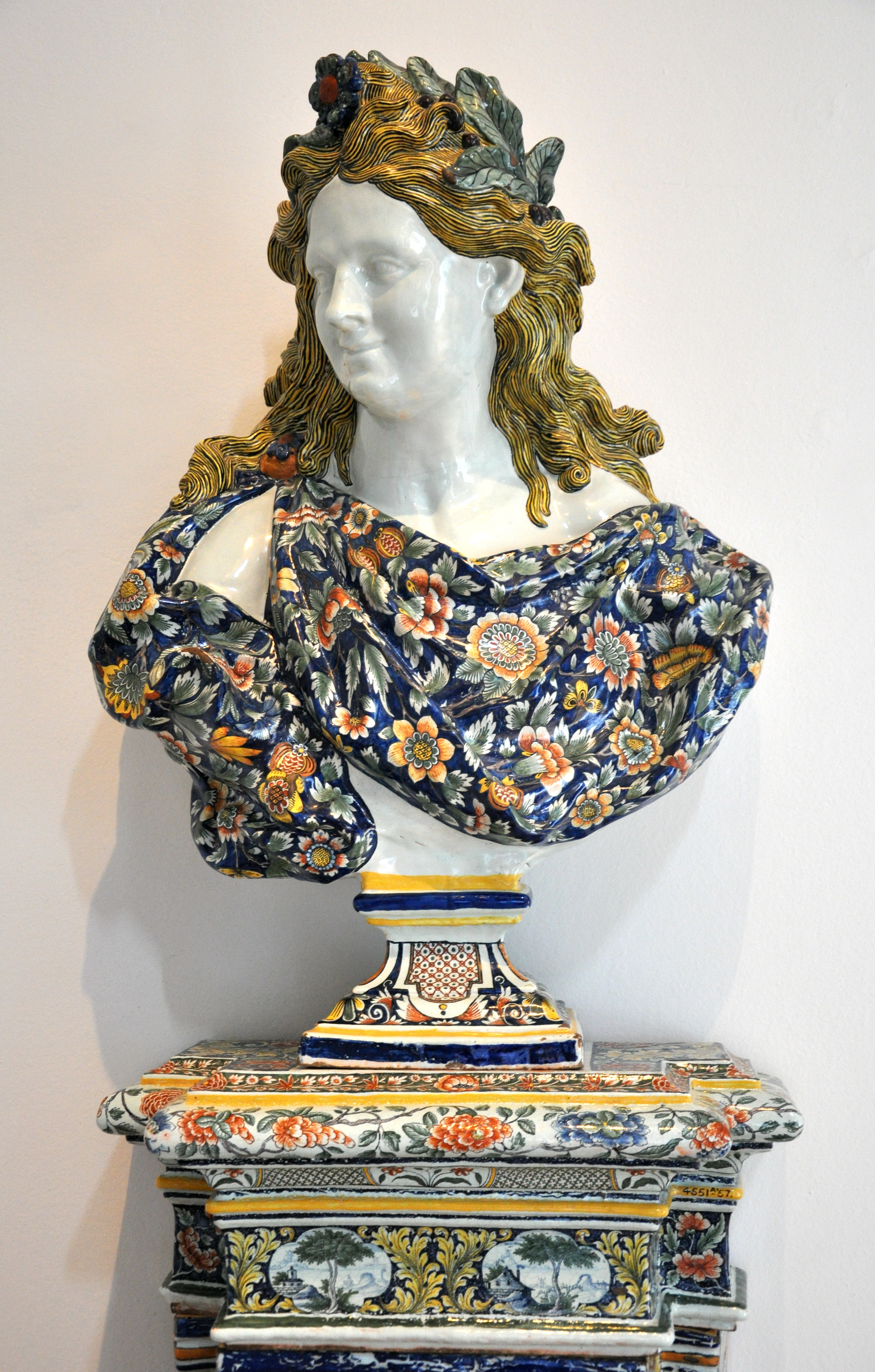
Бюст Аполлона. Музей Виктории и Альберта, Лондон

К 1720 году полихромная роспись стала доминирующей, хотя и использующая ограниченный диапазон красок, выдерживающих относительно высокую температуру обжига. Фаянсовое производство, несмотря на несовершенную по меркам нашего времени технологию, процветало. Когда в 1697 году истёк срок действия монополии, открылось несколько новых мануфактур, после чего начался лучший период Руана, продолжавшийся примерно до середины XVIII века. Роспись лучших изделий руанского фаянса была высокого качества с замысловатыми узорами в различных стилях, как правило, в центре орнаментального обрамления, с относительно небольшими фигурами. Однако к концу XVIII века производство было значительно сокращено, главным образом, из-за конкуренции со стороны более дешёвого и лучшего английского фаянса.
Ещё один стиль росписи, разработанный в Руане, называется «чернёная охра» (ocher niellé): на фоне золотисто-жёлтой охристой глазури мастера создавали роспись «вьющейся тёмно-синей листвы, напоминающей водоросли», похожую на технику ниелло (чернение гравированного рисунка по металлу). Считается, что этот стиль произошёл от характерной техники знаменитого французского мебельного мастера Андре-Шарля Буля, который использовал не простую инкрустацию, а углублённую интарсию — врезание одного материала в другой с узором похожим на «чернёный металл».
Руанские мастера использовали «китайский стиль»: шинуазри, сочетая его мотивы с оригинальными руанскими рисунками типа «лучистого стиля» и «чернёной охры». После 1720 года популярность приобрела роспись цветами под влиянием ввозимого в страну китайского фарфора и японских образцов стиля какиэмон. Позднее всё большее распространение получали формы и роспись стиля рококо.
Руанский стиль, содержащий как рокайли, так и шинуазри, породил несколько новых разновидностей декора, в частности «декор колчанов» (décor carquois) с изображениями факелов, колчанов со стрелами и других атрибутов охоты, а также «декор с рогом изобилия» (décor à la corne), в котором изображения цветов, плодов, бабочек и птиц свободно заполняют всю поверхность изделия наподобие майсенских «цветов в разброску» или аналогичного декора мануфактуры в Страсбурге.
Сервиз из двухсот предметов в «стиле рога изобилия» был заказан русским царём Петром III в качестве подарка графу Головину около 1760 года.
Рококо, однако, «никогда должным образом не понимали» в Руане, где с этим стилем пытались работать примерно с 1750 года. В частности, мастера руанских мануфактур долго не могли приспособиться к формам нового стиля, которые «оставались окаменевшими в стиле серебряных мастеров 1690—1710 годов», часто образуя «несимпатичную рамку для раскидистых цветов, урн и других составляющих росписи в стиле рококо» .
Изделия фаянсов Руана копировали на других мануфактурах, таких как мануфактура Сенсени, основанная в 1713 году, когда гончары из Руана переехали туда, чтобы основать собственное предприятие, или фарфор Сен-Клу.
В 1781 году в Руане работало 25 печей, было занято 570 мастеров, из которых 95 были живописцами. Завышенные данные были заявлены в конце десятилетия в петициях правительству. Как и везде во Франции, накануне Французской революции промышленность в Руане страдала от действия торгового соглашения с Великобританией 1786 года, согласно которому английский импорт высококачественной и относительно дешёвой посуды имел тариф только 12 %. Один из владельцев фаянсового производства, М. Юэ, получил от властей 600 ливров, чтобы посетить Англию и изучить английское гончарное ремесло в Стаффордшире. Он вернулся с планом создания мануфактуры по английской модели с использованием угля для обжига изделий, но этот план был сорван политической ситуацией во Франции. Проект Юэ был одной из нескольких попыток имитировать английский «белый фаянс» (белая кремовая посуда, в отличие от традиционной коричневой глиняной посуды «коричневый фаянс») во Франции, но подобные опыты не могли выдержать конкуренцию с прочными и дешёвыми английскими товарами. Производство постепенно стало падать и к 1796 году в Руане работало только 150 мастеров и девять печей, причём с низкой загруженностью. Тем не менее уникальный художественный стиль руанских изделий навсегда остался в истории искусства.

## Галерея

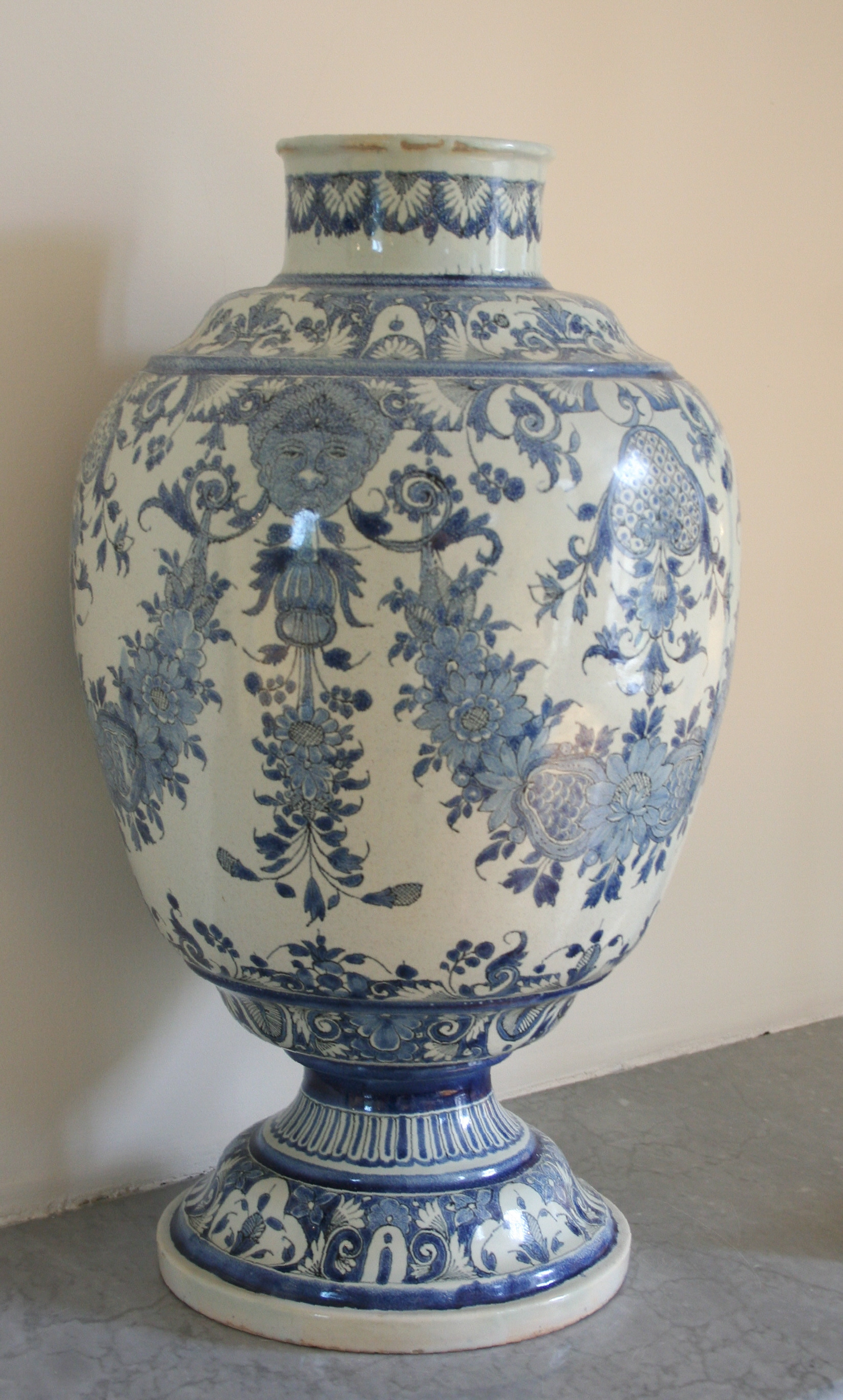
Горшок с фестонами. Конец XVII века
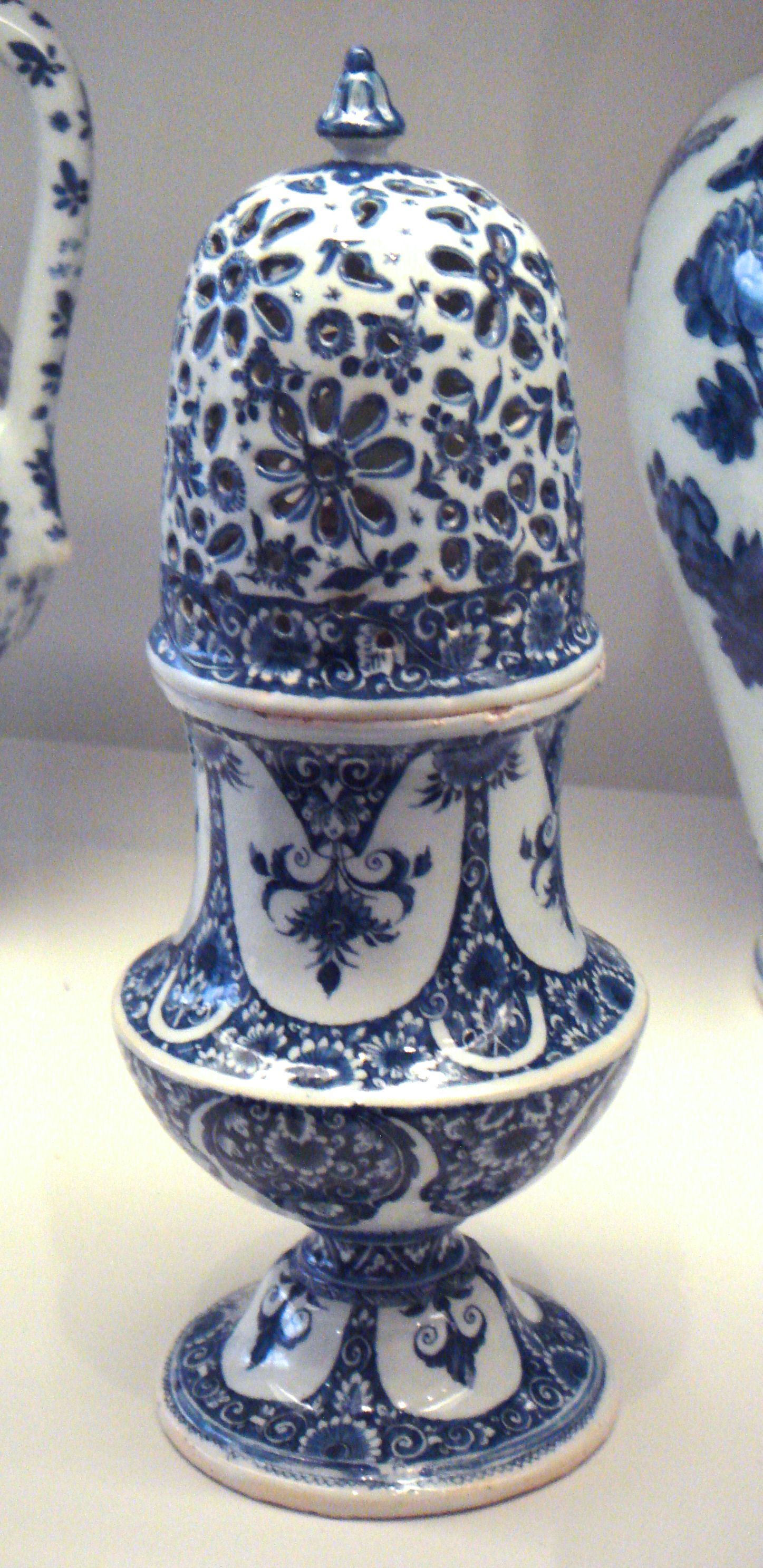
Сахарница. Ок. 1700.
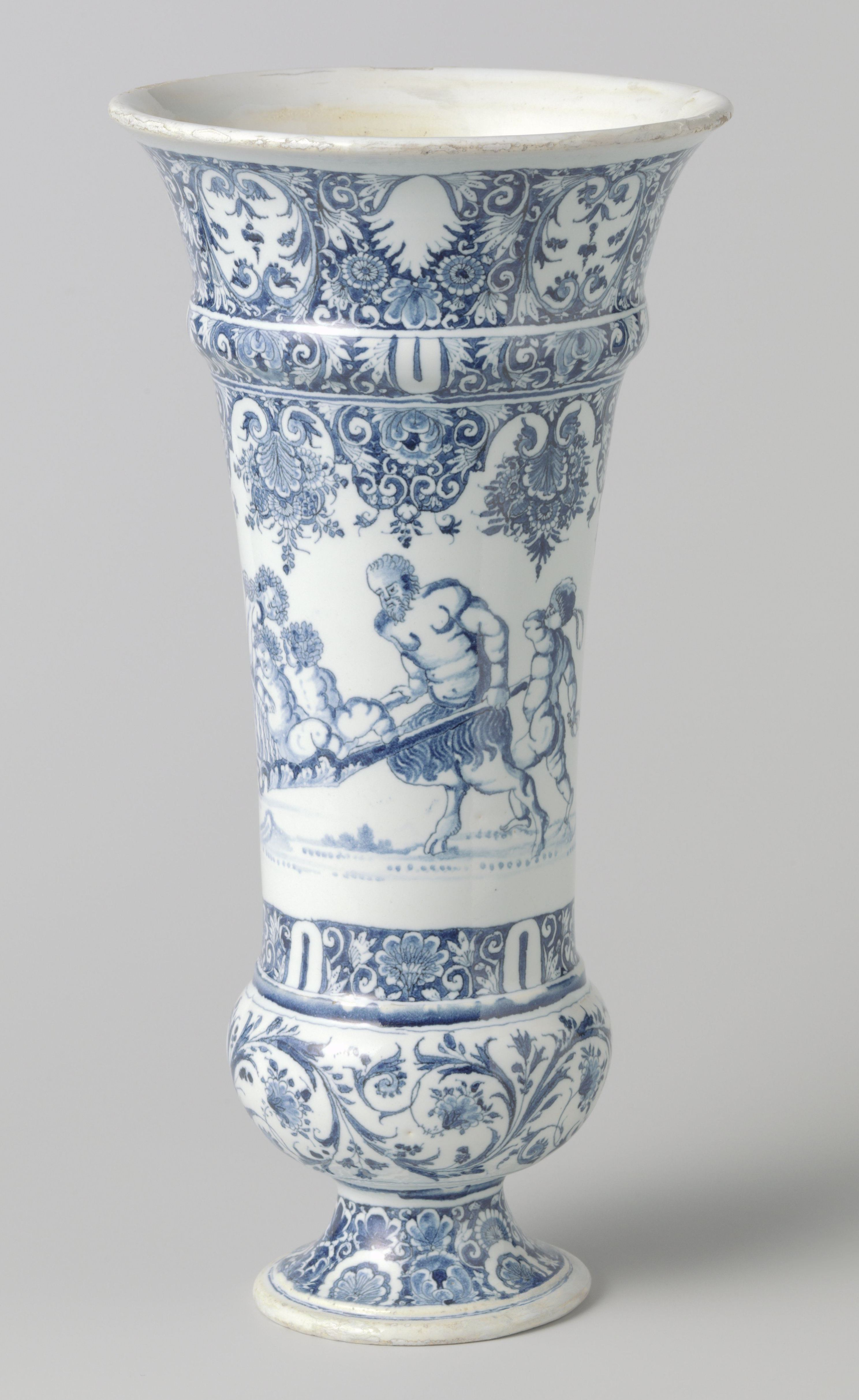
Ваза с ламбрекенами и сценой с сатирами. 1700-1725
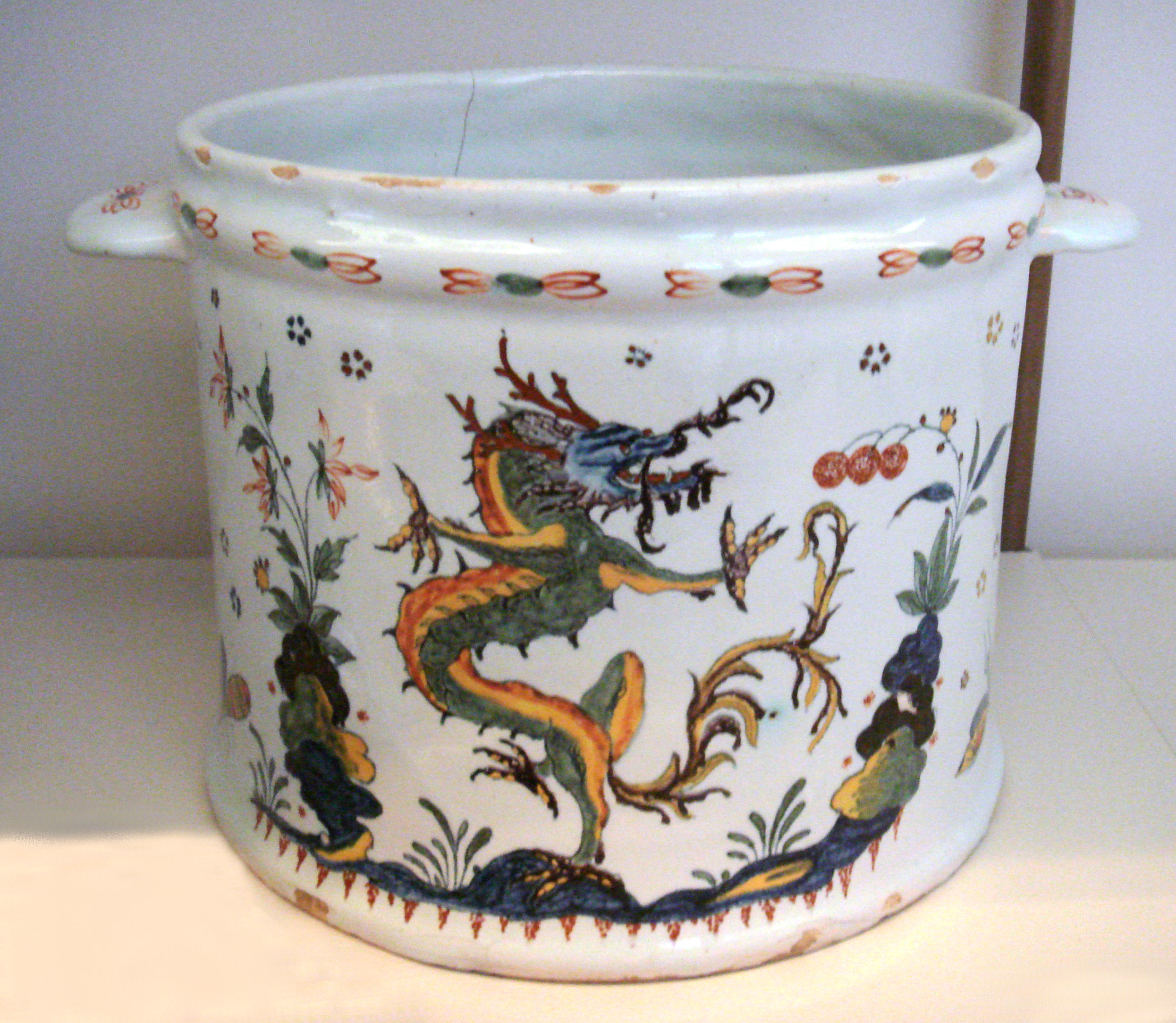
Жардиньерка с китайским драконом. 1725–1740.
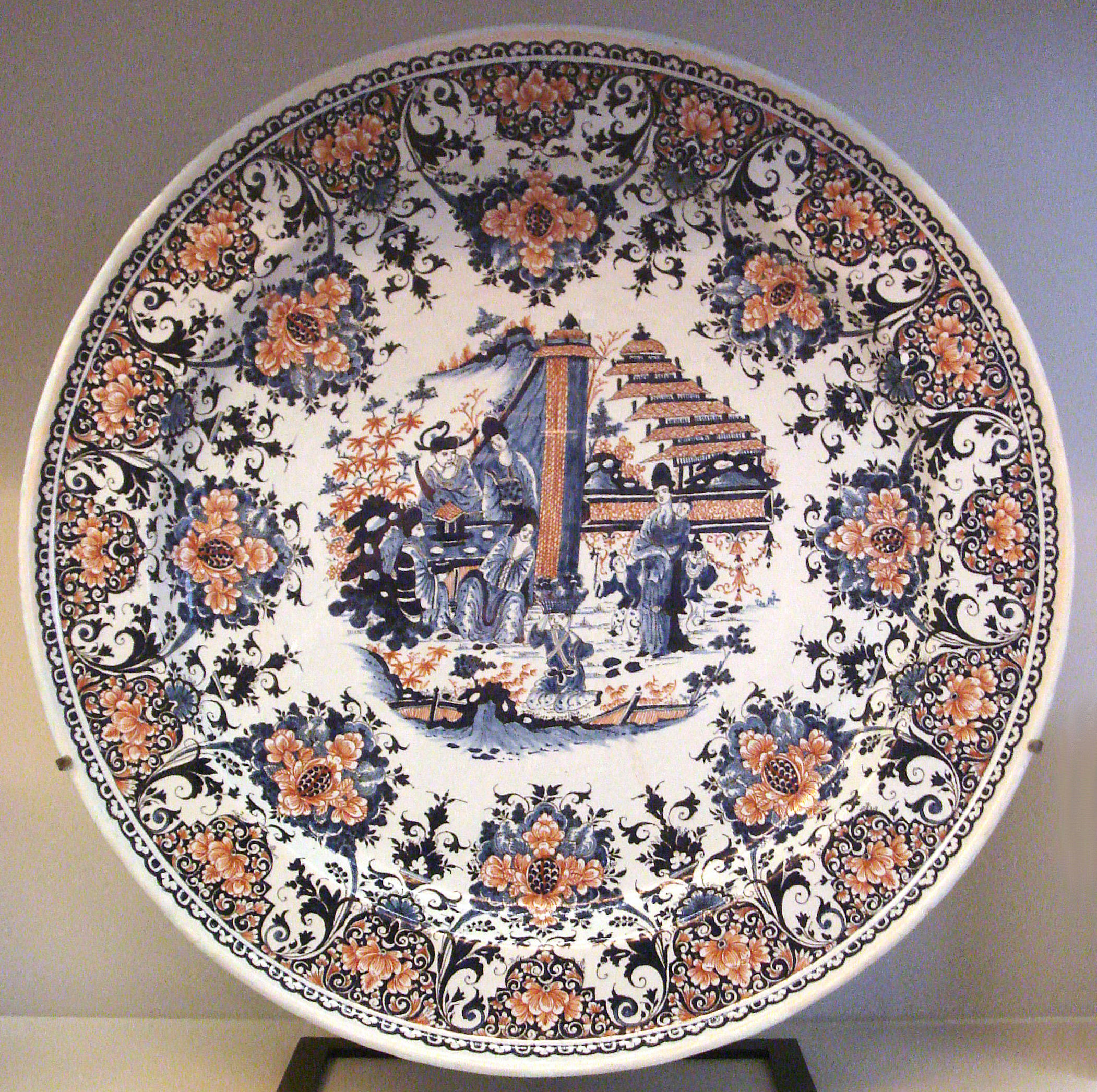
Блюдо с китайской сценой. Полихроманая роспись. Ок. 1730
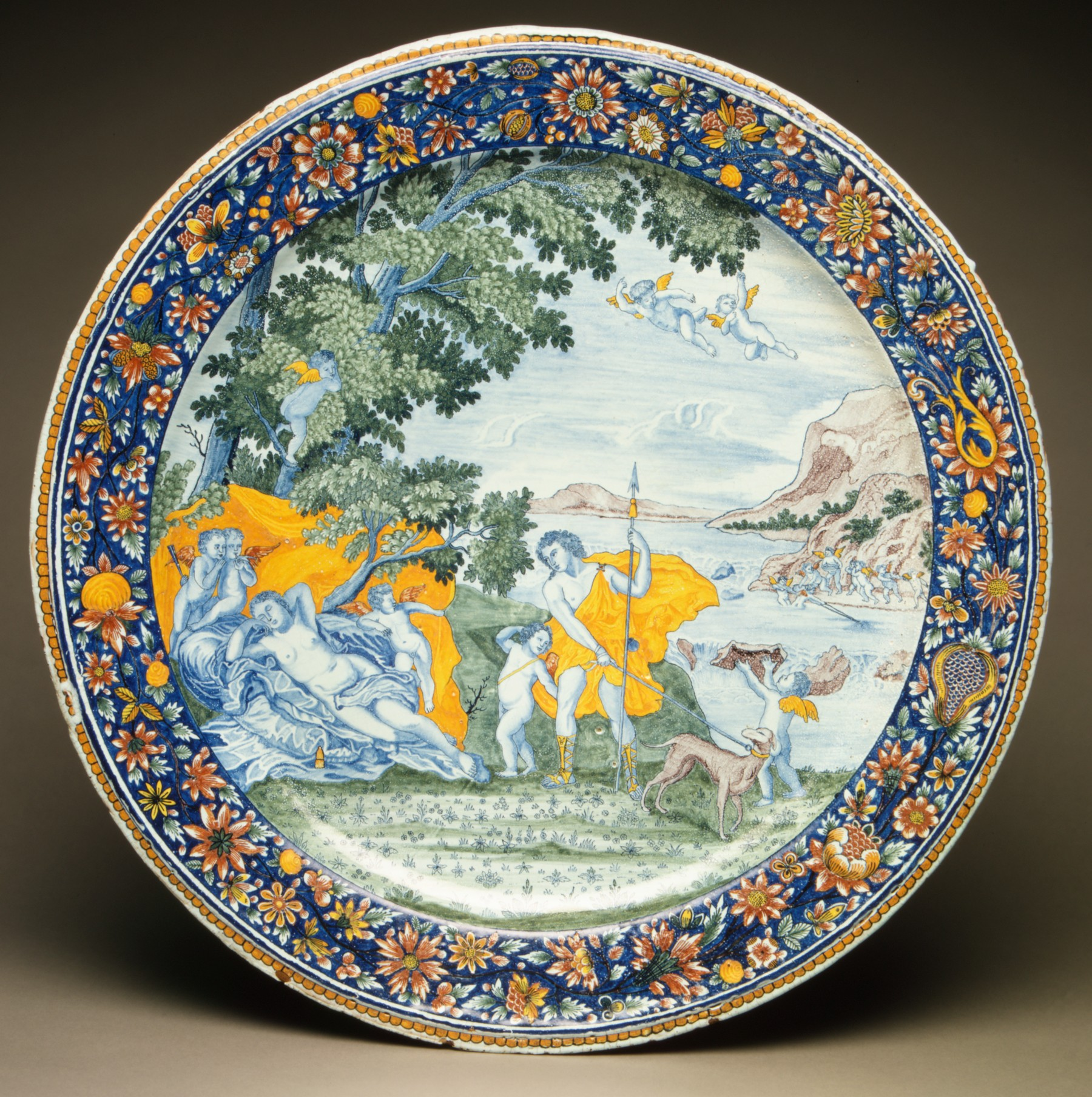
Блюдо с Венерой и Адонисом. 1736
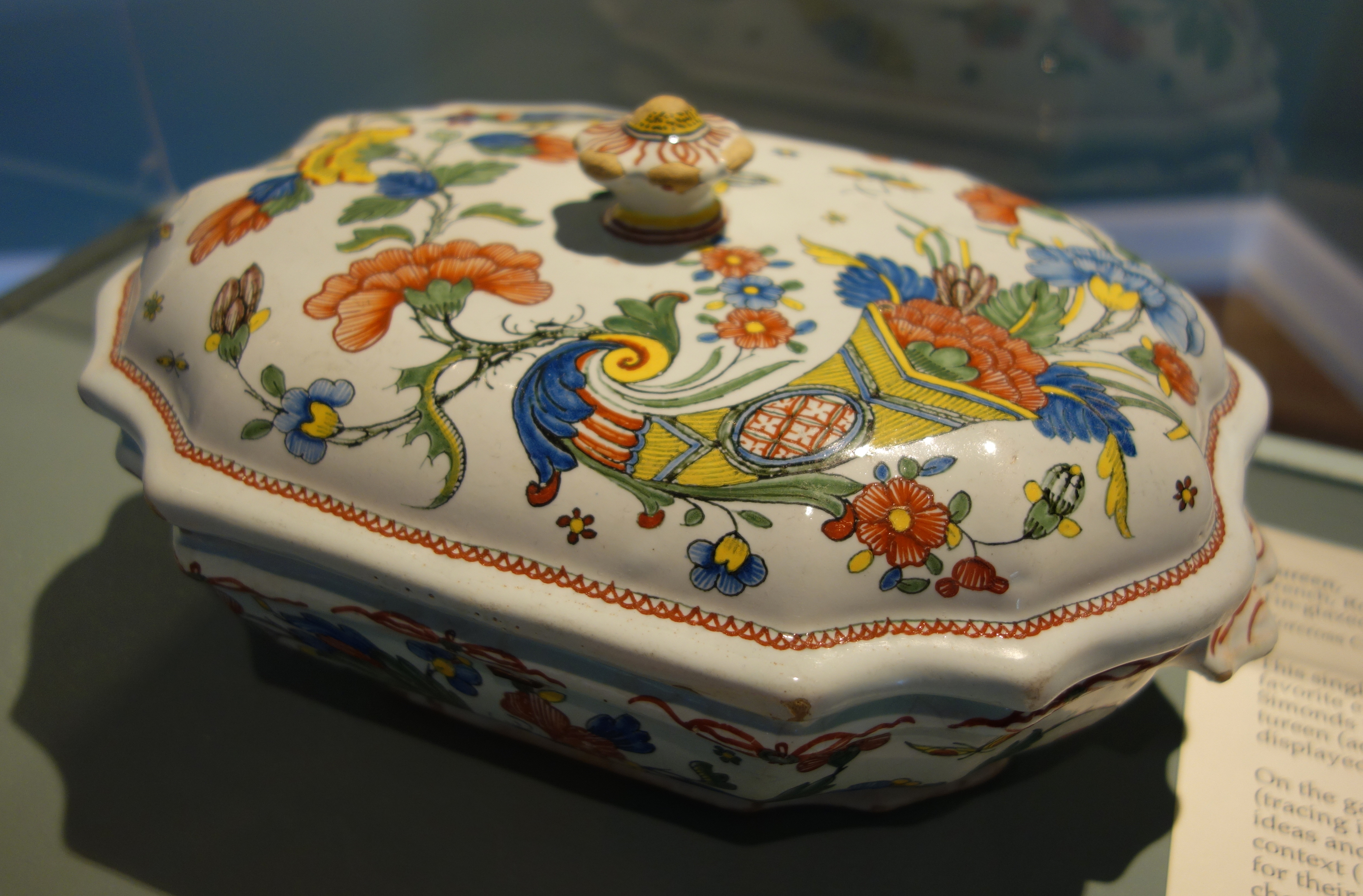
Супница с декором «à la corne». Ок. 1740
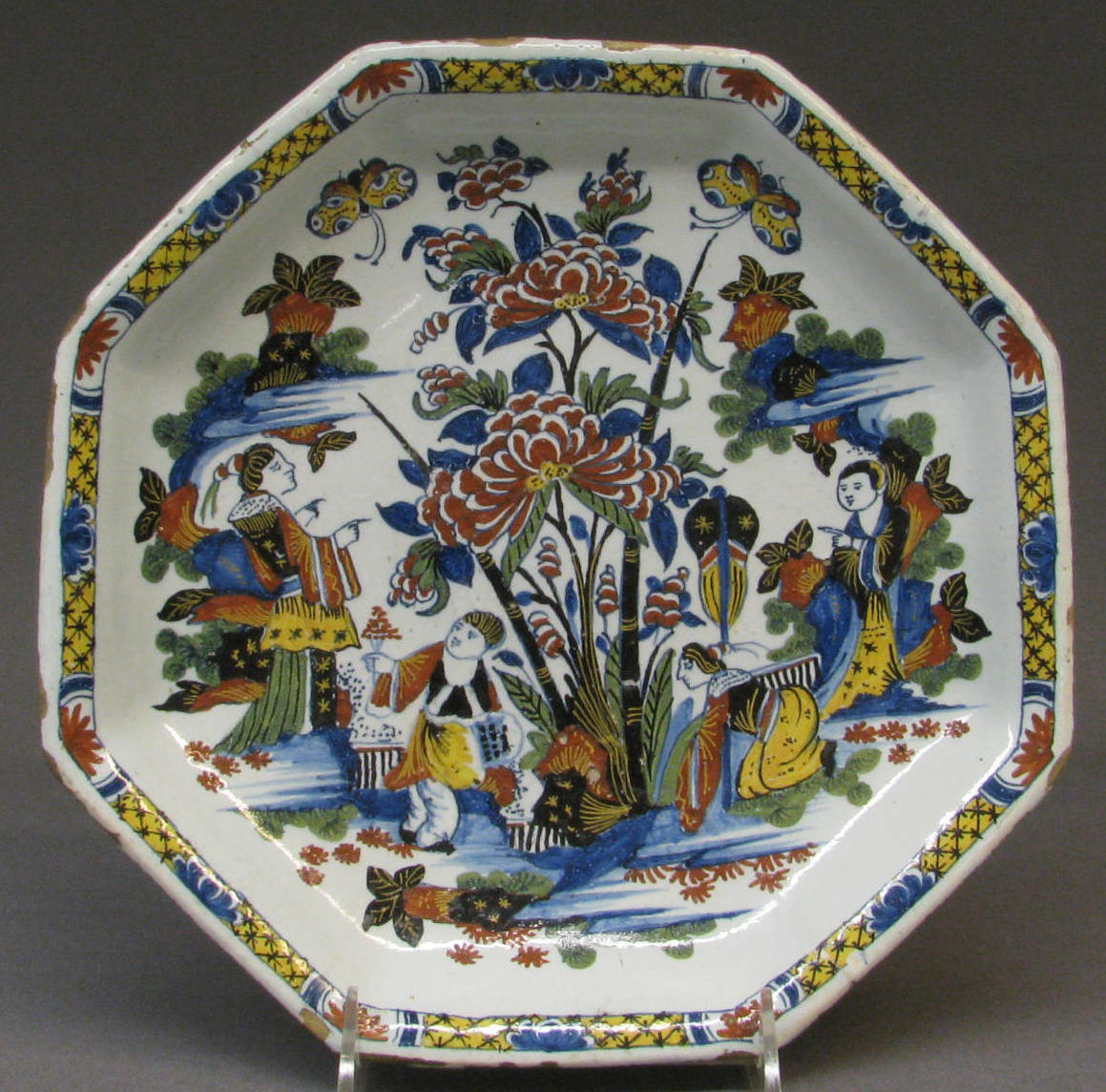
Блюдо в стиле шинуазри. Ок. 1740-1745